# Kaiser-Wilhelm-Turm (Eutin)

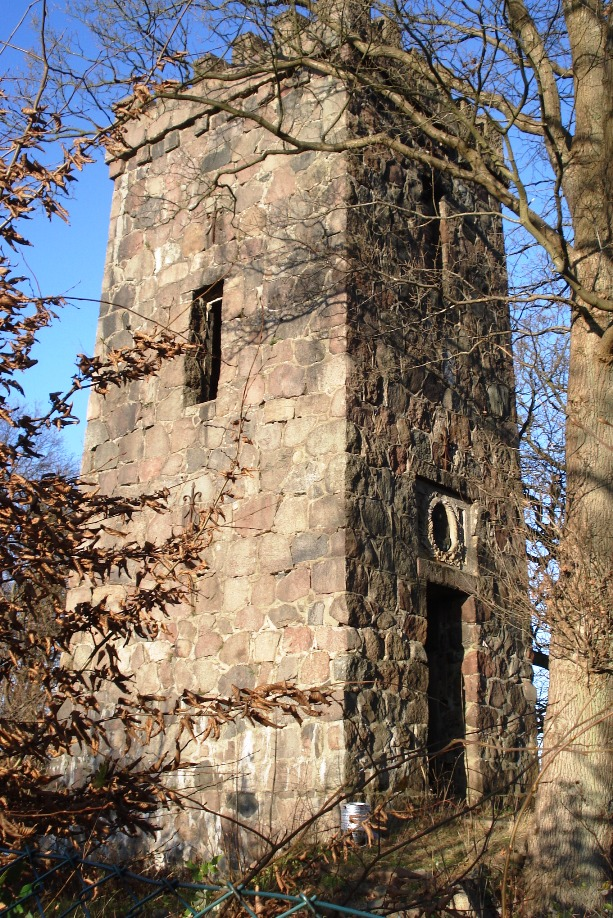
Der Kaiser-Wilhelm-Turm bei Eutin-Fissau – Eingangsseite

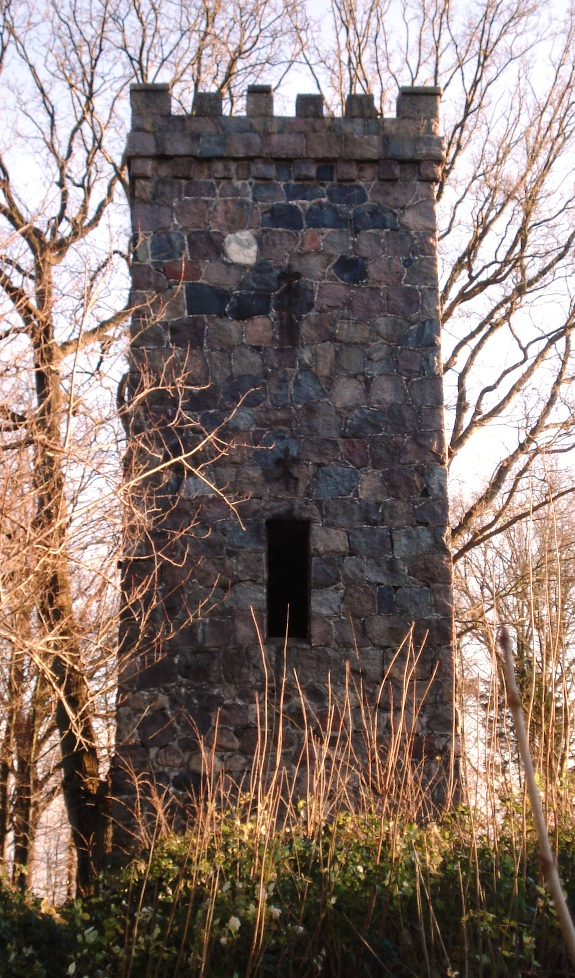
Der Kaiser-Wilhelm-Turm bei Eutin-Fissau

Der Kaiser-Wilhelm-Turm in Eutin ist ein zu Ehren des deutschen Kaisers Wilhelm I. im Eutiner Ortsteil Fissau (Kreis Ostholstein in Schleswig-Holstein) auf einer kleinen (als „Wilhelmshöhe“ bezeichneten) Anhöhe an der Südspitze des Kellersees errichteter Aussichtsturm. Er steht nahe der Landesstraße 174.

## Geschichte
- Im Jahre 1879 gründeten Veteranen aus den Einigungskriegen in Fissau einen Kriegerverein.
- Am 1. April 1888 (Bismarcks Geburtstag) haben sich Kriegervereinsmitglieder aus Fissau und Eutin im Garten des damaligen Hotels Schubach in Fissau versammelt, um dort eine Bismarck-Eiche zu pflanzen. 
Bei dieser Gelegenheit entsteht der Gedanke, zum Andenken an den verstorbenen Kaiser Wilhelm I. ein Denkmal zu errichten.
- Der kleine Fissauer Kriegerverein konnte wegen der erheblichen Kosten das Vorhaben nicht ausführen. Ein Denkmals-Ausschuss unter dem Vorsitz von Rechtsanwalt G. Böhmker übernahm daher die Durchführung des Denkmalbaues. 
Mitglieder des Ausschusses waren: Oberst a. D. Rüder (ehem. Kommandeur des Festungsartillerie-Regiments Nr. 2 in Stettin), Bürgermeister Mahlstedt (seit 1891), Goldschmied u. Ratsherr  Robert Schade, Kunstmaler Johannes Vahldiek, Lehrer Harder, Kaufmann Janus, Baurat Rodenberg, Bauinspektor Witte, Bauernvogt Schumacher, Mühlenbesitzer Hahn in Neumühle u. a. 
Dabei wurde die Anregung des Oberst Rüder aufgegriffen, kein Denkmal, sondern einen Turm aus Felsen, einen so genannten „Lug ins Land“, zu bauen.
- Für den projektierten Turm stellten Hufner Schumacher und seine Frau einen Platz auf ihrer Koppel in der Nähe des Kellersees unentgeltlich zur Verfügung.
- Die Baukosten von 9.681 Mark wurden u. a. aus freiwilligen Spenden bestritten, die fleißige Sammler in Haussammlungen zusammentrugen. (Bereits vor seiner Errichtung wurde der Turm von dem Eutiner Maler Johannes Vahldiek in ein Bild eingezeichnet, das aufgrund seiner realistischen Wirkung als Fotografie veröffentlicht wurde.)
- (Ober)bauinspektor Witte, der auch im Ausschuss saß, lieferte den Entwurf zum Turm und übernahm auch die Bauleitung.
- Am 18. Oktober 1890, dem Jahrestag der Völkerschlacht bei Leipzig und zugleich Geburtstag des verstorbenen Kaisers Friedrich III., wurde mit dem „Ersten Spatenstich“ der Bau begonnen.
- Bereits eine Woche später, am 26. Oktober 1890, erfolgte im Beisein zahlreicher Gäste die feierliche Grundsteinlegung. 
Bis zur Vollendung des Turmes waren verschiedene Handwerker beschäftigt: Das Fundament stellte der Fissauer Maurer Meetz her. Maurermeister Muss aus Eutin und seine Männer ließen den Turm aus gespaltenen Felsen entstehen. Die Turmtreppe lieferte der Eutiner Zimmermeister Moser. Den Auftrag zur Bedachung des Turmes erhielt der Schlossermeister Hammerich aus Eutin.
- Am 30. April 1891 wurde der fertiggestellte Turm eingeweiht und entwickelte sich – aufgrund des schönen Ausblicks über die Seen und die Hügellandschaft der Holsteinischen Schweiz – zu einem beliebten Ausflugsziel. Der Eintrittspreis betrug anfangs 10 Pfennige.
- Im Jahre 1893 löste sich der Denkmalsausschuss auf; aus dem Ausschuss geht die Kaiser-Wilhelm-Turm-Gesellschaft hervor.
- Während des Ersten Weltkrieges wurden wegen des Brennholzmangels alle hölzernen Innenausbauten des Turmes, so auch das ganze Treppengerüst, gestohlen.
- Besonders in der ersten Nachkriegszeit wurden Turm, Fenster und noch vorhandene Türen von einer „zuchtlosen Jugend“ so stark demoliert und die Umgebung so verwüstet, dass es nicht möglich war, den Turm wiederherzustellen. 
Wegen des stark zurückgegangenen Fremdenverkehrs konnten auch keine Mittel zur Restaurierung des Turmes mehr erbracht werden.
- 1926 wurde der Turm unter Denkmalschutz gestellt.
- Durch Regierungsverfügung wurde die Kaiser-Wilhelm-Turm-Gesellschaft 1934 aufgelöst.

## Zustand etc.
Der Turm ist (da seit langem dem Verfall preisgegeben) geschlossen und von einem Zaun umgeben; er wird von den umstehenden Bäumen nahezu verdeckt. Der Dorfverein Fissau beabsichtigt den Turm zu renovieren und wieder als Aussichtsturm der Öffentlichkeit zugänglich zu machen.